# Jagsvaghet
Jagsvaghet eller jagsvikt, är inom psykoanalytisk teori ett tillfälligt eller permanent tillstånd av bristande jagfunktioner, oförmåga att förhålla sig till sociala krav, som beror på en svaghet i personligheten och den fria viljan. Tillståndet är ofta ångestrelaterat. Motsatsen till jagsvag är jagstark. Jagsvaghet leder till sämre förmåga att hantera psykiska kriser, och att det är lättare att utveckla psykoser. 
Ett annat sätt att se jagsvaghet är att se det som en oförmåga att behärska sina drifter, att följa sina impulser, och att inte kunna hålla tillbaka sina undanträngda känslor. Från en annan synvinkel kan det ses i ljuset av jaget relativt omvärlden, att det är svårt för individen att skilja mellan omgivning och jaget. Det kan också definieras som bristande utvecklad jagfunktion, eller som gränslandet mellan normalpsykologi och psykopati. 
Enligt Johan Cullberg uppstår jagsvaghet till följd av ångest som följer av barndomstrauman. Som ångestkällor som kan leda till jagsvaghet räknar han:
- Hjälplöshet, till exempel när personen blir sjuk, överges av sin partner, eller tas in på en statlig institution. Hjälplösheten innebär att personen inser att de egna resurserna är otillräckliga, och att personen faktiskt är beroende av andra.
- Separation, till exempel när barnet blir vuxet och ska flytta hemifrån, eller när ett barn lämnas av föräldrarna på dagis eller i skolan. Separation kan ge separationsångest, rädsla att bli övergiven. Ångesten kan leda till en alltför stor anpassning, på det egna jagets bekostnad.
- Ångest inför de egna drifterna, till exempel inför sin egen sexualitet eller aggression. Ångesten kan uppstå vid konkurrens, till exempel när ett barn får ett syskon. När drifterna gör sig gällande kan personen reagera med jagsvaghet eftersom de framkallar ångest. Motgångar kan generera denna ångest. Ångesten kan leda till bortstötning av vad som väcker drifterna.
- Kastrationsångest, som beror på skuldkänslor och rädsla för straff. Ångesten uppkommer vid prestationsinriktade situationer eller andra situationer av självhävdelse.
- Överjagsångest, som beror på föreställningar om föräldrarnas och andra auktoriteters önskningar. Om personen gör saker som bryter mot överjaget och dess normer, till exempel i moraliska valsituationer, skapas ångest. Överjagsångesten hänger samman med samvetet, och beror antingen på skuldkänsla eller på låg självkänsla.

Dessa ångestkällor kan vara mer eller mindre permanenta, och då leda till jagsvaghet. Jagsvaghetet kan också ses som en form av identitetskris eller identitetsproblem till följd av dessa ångestkällor. Jagsvaghet kan i synnerhet uppkomma vid stora förändringar, som vid skolstart, puberteten, vid föräldraskap, vid trauman, pensionering eller vid påbörjandet eller avslutandet av en kärleksrelation. Det kan också vara en integrerad del av personligheten.
Jagsvagheten gör personen extra påverkbar av andra, i försök att dämpa ångesten. Vid situationer som leder till jagsvaghet kan därför en person göra saker som den annars inte skulle ha gjort, såsom att delta i mobbning, snatteri, eller gå med i en sekt.